# Нара (эсминец, 1944)
Нара (яп. 楢, «Дуб пильчатый») — японский эскадренный миноносец времён Второй Мировой войны типа «Мацу».

## Строительство
Корпус корабля был заложен 10 июня 1944 года на стапеле верфи «Фудзинагата» в Осаке под заводским номером 5493. Спущен на воду 12 октября 1944 года, вступил в строй 26 ноября того же года.

## История службы
После вступления в строй «Нара» был зачислен в состав 11-й эскадры. 15 марта 1945 года его вместе с однотипными «Сакура», «Цубаки», «Янаги», «Кэяки» и «Татибана» включили в состав новообразованного 53-го дивизиона эскадренных миноносцев.
30 июня эсминец получил тяжёлые повреждения при подрыве на контактной мине в 11 км юго-западнее Симоносеки. Был отбуксирован в Модзи, но не восстанавливался, а его экипаж распредели по однотипным кораблям. 
20 ноября 1945 года «Нара» был исключён из списков, и к июлю 1948 года его разделали на металл в Симоносеки.

## Командиры
26.11.1944 — 15.7.1945 капитан 3 ранга (сёса) Тосихару Хонда (яп. 本多敏治).